# Yangxi (köpinghuvudort i Kina, Guizhou Sheng, lat 29,09, long 107,58)
Yangxi (kinesiska: 阳溪, 阳溪镇) är en köpinghuvudort i Kina. Den ligger i provinsen Guizhou, i den sydvästra delen av landet, omkring 290 kilometer norr om provinshuvudstaden Guiyang. Antalet invånare är 8 110. Befolkningen består av 3 828 kvinnor och 4 282 män. Barn under 15 år utgör 23,0 %, vuxna 15-64 år 61 %, och äldre över 65 år 15,0 %.